# Hemisilurus heterorhynchus
Hemisilurus heterorhynchus es una especie de peces de la familia Siluridae en el orden de los Siluriformes.

## Morfología
• Los machos pueden llegar alcanzar los 80 cm de longitud total.

## Alimentación
Come gambas y peces pequeños.

## Hábitat
Es un pez de agua dulce y de clima tropical.

## Distribución geográfica
Se encuentran en Asia: Sumatra, Borneo y la  cuenca del río Mekong.

## Uso comercial
Es vendido ahumado.